# 森本達幸
森本 達幸（もりもと たつゆき、1934年11月6日 - 2023年6月24日）は、奈良県大和郡山市出身（大阪府大阪市生まれ）の野球選手（投手、外野手）・監督、高校野球解説者。
47年間（連続）で母校・郡山高校の監督を務めたことで知られる。

## 来歴
1950年、奈良・郡山高校入学後すぐに頭角を現し、1年生ながらエース投手となる。1年次の夏は奈良大会を制したが、紀和大会で新宮に1-2で敗れて甲子園出場はならなかった。3年次の1952年夏は奈良大会を4試合完封して制したが、紀和大会でまたしても新宮に0-1で敗れ、結局在学中は甲子園に縁がなかった。
高校卒業後の1953年に関西大学へ進み、在学中は2学年下の上田利治らとバッテリーを組んだ。2学年下の主戦村山実投手と共に4年次の1956年、関大は大学全日本選手権（第5回大会）に初出場し、木村保投手の早稲田大や島津四郎投手の日本大を下して大学日本一を経験。
大学卒業後の1957年に京都大丸へ入社し。1963年4月に母校・郡山高校の監督に招聘されて就任。そこから2009年夏まで、家業の洋品店や本業のバッティングセンター経営の傍ら47年間監督を務めることになる。この間には、大和郡山市の市営球場長及び市総合公園施設長も務めている。
監督4年目の1966年夏に郡山を33年ぶり2回目の選手権大会出場に導き、自身も監督として甲子園初勝利を挙げる。1969年に入学した福田功を正捕手に抜擢しているが、母子家庭の福田が母親が入院した際に練習終わりに病院へ疾走し、氷枕の氷を一心に取り替えている姿を見たのがきっかけである。中央大学の宮井勝成監督は森本の話を聞いて、福田を中大に迎えた。
1971年には春夏連続出場を果たし、春は初戦2回戦で深谷商の竹内広明に抑えられて敗退した。夏の大会では、初戦で前年準優勝で行沢久隆らを擁するPL学園に8-3と圧倒して勝利。この試合では下位を打つことが多かった右翼手を5番に起用。この右翼手は春の選抜で失策し、これが試合を決定づける追加点となり敗れた。「借りを返してこい」と言って送り出すと、5打数4安打3打点と大活躍。「1に勉強とマナー、2に野球」を指導のモットーにし、成績の悪い選手は厳しく叱り、入部して来た選手には一番初めに「電車の座席はお年寄りのもの」と座らないように指導。準決勝で「小さな大投手」田村隆寿擁する磐城に完封されて敗れた。
1974年の夏でもベスト8に入り、以後は県下屈指の進学校でありながら、県内で天理・智弁学園と共に3強時代を築き、1978年春、1982年春、1998年春にもベスト8入りした。2000年夏を最後に甲子園から遠ざかったが、2003年に日本高野連の「イヤー・オブ・ザ・コーチ」を受賞。
2009年7月25日の奈良大会準優勝をもって47年間の監督生活に終止符を打ったが、箕島の尾藤公の通算29年、星稜の山下智茂の38年、池田の蔦文也の40年など数々の名将より監督歴は長かった。郡山の監督として4200試合を超える試合を指揮し、甲子園は春6回、夏5回の計11回出場で11勝11敗であった。2010年12月27日に翌年4月1日付で大阪桐蔭高等学校の総監督に就任することが発表された。2023年6月24日、心不全のため死去。88歳没。

## 教え子
- 白滝政孝（関西大学→中日ドラゴンズ→近鉄バファローズ）
- 福田功（中央大学→中日ドラゴンズ）
- 米村理（阪急ブレーブス）
- 中村泰広（慶應義塾大学→日本IBM野洲→阪神タイガース→北海道日本ハムファイターズ→阪神タイガース）
- 宮越徹（中日ドラゴンズ→西武ライオンズ）
- 荻野貴司（関西学院大学→トヨタ自動車→千葉ロッテマリーンズ）